# سوخت فسیلی

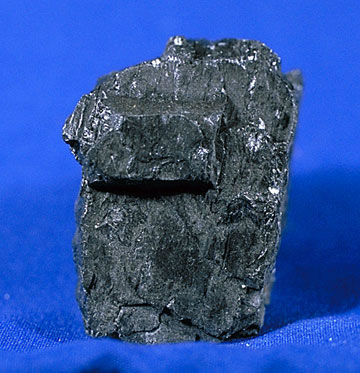
زغال‌سنگ به عنوان یکی از سوخت‌های فسیلی

سوخت فسیلی (به انگلیسی: Fossil fuel) یک ماده حاوی هیدروکربن است که در زیر زمین از بقایای گیاهان و جانوران مرده تشکیل شده است و انسان آن را استخراج کرده و می‌سوزاند تا انرژی برای استفاده آزاد کند. سوخت‌های فسیلی اصلی شامل زغال‌سنگ، نفت و گاز طبیعی هستند که انسان از طریق معدنکاری و حفاری استخراج می‌کند. سوخت‌های فسیلی ممکن است برای تأمین گرما برای استفاده مستقیم (مثلاً برای پخت و پز)، نیرو دادن به موتورها (مانند موتورهای احتراق داخلی در وسایل نقلیه موتوری) یا تولید برق سوزانده شوند.
منشأ اصلی سوخت‌های فسیلی، تجزیه بی‌هوازی ارگانیسم‌های مرده مدفون، حاوی مولکول‌های آلی ایجاد شده در فتوسنتز باستانی است. تبدیل این مواد منبع به سوخت‌های فسیلی با کربن بالا معمولاً نیازمند فرآیندهای مربوط به زمین‌شناسی است که میلیون‌ها سال طول می‌کشد و گاهی به بیش از ۶۵۰ میلیون سال نیز می‌رسد.
سوخت‌های فسیلی می‌توانند توسط پالایشگاه‌ها و صنایع شیمیایی به سایر مواد شیمیایی یا مشتقات تبدیل شوند. سوخت‌های فسیلی تصفیه‌شده معمولاً شامل نفت سفید، بنزین و پروپان است و مواد شیمیایی رایج شامل بیشتر پلاستیک‌ها و مواد شیمیایی کشاورزی مانند کودها و آفت‌کش‌ها می‌شود. تا سال ۲۰۱۸، منابع اصلی انرژی اولیه جهان شامل نفت (۳۴٪)، زغال‌سنگ (۲۷٪) و گاز طبیعی (۲۴٪) است که سهم ۸۵٪ برای سوخت‌های فسیلی در مصرف انرژی اولیه در جهان را شامل می‌شود. منابع غیر فسیلی شامل هسته‌ای (۴٫۴٪)، برق آبی (۶٫۸٪)، و سایر منابع انرژی تجدیدپذیر (۴٫۰٪) از جمله زمین گرمایی، خورشیدی، جزر و مد، باد، چوب، و زباله است. سهم منابع تجدیدپذیر (از جمله زیست توده سنتی) از کل مصرف انرژی نهایی جهان در سال ۲۰۱۸ برابر ۱۸٪ بوده است.
سوخت‌های فسیلی در همه مراحل استخراج، حمل‌ونقل و مصرف، آسیب‌های جدی زیست‌محیطی و پیامدهای منفی مستقیم بر جوامع محلی وارد می‌کنند. مهم‌تر از همه، سوزاندن سوخت‌های فسیلی حدود ۳۵ میلیارد تن (۳۵ گیگا تن) دی‌اکسید کربن (CO2) در سال تولید می‌کند، که حدود ۸۹٪ از کل انتشار دی‌اکسید کربن در جهان را شامل می‌شود. فرآیندهای طبیعی روی زمین تنها می‌توانند بخش کوچکی از این مقدار را جذب کنند (عمدتاً از طریق جذب توسط اقیانوس‌ها)، بنابراین سالانه میلیاردها تن افزایش خالص دی‌اکسید کربن اتمسفر وجود دارد. دی‌اکسید کربن یک گاز گلخانه‌ای است که واداشت تابشی را افزایش می‌دهد، و به همین دلیل سوخت‌های فسیلی منبع اصلی انتشار گازهای گلخانه‌ای هستند که باعث گرم شدن کره زمین و اسیدی شدن اقیانوس‌ها می‌شوند. علاوه بر این، بیشتر مرگ و میر ناشی از آلودگی هوا به دلیل محصولات احتراق سوخت‌های فسیلی است: تخمین زده می‌شود که این آلودگی بیش از ۳٪ از تولید ناخالص داخلی جهانی هزینه دارد، و حذف تدریجی سوخت‌های فسیلی باعث نجات جان ۳٫۶ میلیون نفر در سال می‌شود.
به رسمیت شناختن بحران آب و هوا، آلودگی و سایر اثرات منفی ناشی از سوخت‌های فسیلی منجر به انتقال سیاست‌های گسترده و جنبش فعالی با تمرکز بر پایان دادن به استفاده از آنها به نفع انرژی‌های تجدیدپذیر شده است. با این حال، از آنجایی که صنعت سوخت‌های فسیلی برای اقتصاد جهانی بسیار مهم است و از گذشته به شدت یارانه دریافت می‌کند، انتظار می‌رود این انتقال، اثرات اقتصادی قابل توجهی داشته باشد. بسیاری از ذینفعان استدلال می‌کنند که این تغییر باید یک انتقال عادلانه باشد و سیاستی را ایجاد کند که به دارایی‌های سرگردان صنعت سوخت فسیلی بپردازد. سیاست بین‌المللی در قالب هدف توسعه پایدار ۷: انرژی مقرون‌به‌صرفه و پاک، هدف توسعه پایدار ۱۳: اقدام اقلیمی و توافق‌نامه آب‌وهوایی پاریس، برای تسهیل این انتقال در سطح جهانی طراحی شده است. در سال ۲۰۲۱، آژانس بین‌المللی انرژی به این نتیجه رسید که اگر اقتصاد و جامعه جهانی بخواهد از بدترین تأثیرات تغییرات آب‌وهوایی جلوگیری کند و به اهداف بین‌المللی برای کاهش تغییرات آب و هوایی دست یابد، هیچ پروژه جدید استخراج سوخت فسیلی نمی‌تواند افتتاح شود.

## شکل‌گیری
سوخت‌های فسیلی به‌طور کلی ۳ دسته‌اند:
- زغال‌سنگ
- نفت
- گاز طبیعی

هر سه دسته چند صد هزار سال قبل حتی پیش از پیدایش دایناسورها شروع به شکل‌گیری کرده‌اند و به خاطر آن است که به آن‌ها سوخت‌های فسیلی می‌گویند. در آن زمان زمین پر از باتلاقهایی بوده که با درختان عظیم و سرخس‌ها و دیگر گیاهان برگ دار پوشیده بوده و همان‌طور که درخت‌ها و گیاهان می‌مردند، در اعماق اقیانوس‌ها غرق و به تدریج دفن می‌شدند و لایه اسفنجی شکلی به نام پیت تشکیل می‌شد. بعد از گذشت صدها سال، پیت با شن و خاک و رس و مواد معدنی دیگر پوشیده شده و این مواد معدنی به مرور زمان به نوعی صخره رسوبی تبدیل می‌شد. همین‌طور که لایه‌های بیشتری روی هم انباشته می‌شود، وزنشان هم بیشتر می‌شود و پیت را تحت فشار قرار می‌دهند و لایه پیت آنقدر له و فشرده می‌شود تا آب آن تخلیه می‌شود و بعد از میلیون‌ها سال تبدیل به زغال‌سنگ، نفت و گاز طبیعی می‌شوند.

### زغال‌سنگ
زغال‌سنگ ماده‌ای است سخت سیاه و سنگ مانند که از کربن، هیدروژن، اکسیژن و مقداری گوگرد تشکیل شده است. امروزه مادهٔ اصلی سازندهٔ زغال‌سنگ، یعنی پیت در بسیاری از کشورهای دنیا یافت می‌شود و حتی به عنوان منبع انرژی مورد استفاده قرار می‌گیرد.

### نفت
نفت یکی دیگر از سوخت‌های فسیلی است که آن هم بیش از سیصد میلیون سال پیش شکل گرفته بعضی دانشمندان معتقداند که منشأ نفت موجودات آبزی هستند که هر کدام به اندازهٔ نوک یک سوزن هستند و آن‌ها می‌توانند درست شبیه گیاهان عمل کنند یعنی نور خورشید را به انرژی ذخیره شده در خودشان تبدیل نمایند این موجودات ریز بعد از مرگ به کف دریا سقوط می‌کنند و کم‌کم در زیر لایه‌های رسوبی و صخره‌ها مدفون می‌شوند و سنگ‌ها و صخره‌ها به این موجودات ریز فشار می‌آورند و انرژی موجود در بدن آن‌ها نمی‌تواند تخلیه شود و کربن به مرور زمان تحت گرما و فشار شدید تبدیل به نفت می‌شود، سوخت‌های فسیلی قابل تجدید نیستند

### گاز طبیعی
گاز طبیعی از هوا سبک‌تر است و به‌طور عمده از گازی به نام متان ساخته شده متان ترکیب شیمیایی ساده‌ای است که از اتم‌های کربن و هیدروژن ساخته شده و فرمول شیمیایی آن ch_۴ است یک اتم کربن به همراه ۴ اتم هیدروژن است این گاز شدیداً قابل اشتعال است گاز طبیعی اغلب در نزدیکی منابع زیر زمینی نفت پیدا می‌شود و از زیر زمین به بالا پمپ شده از طریق لوله‌هایی به مخازن گاز منتقل می‌شود.

## اهمیت

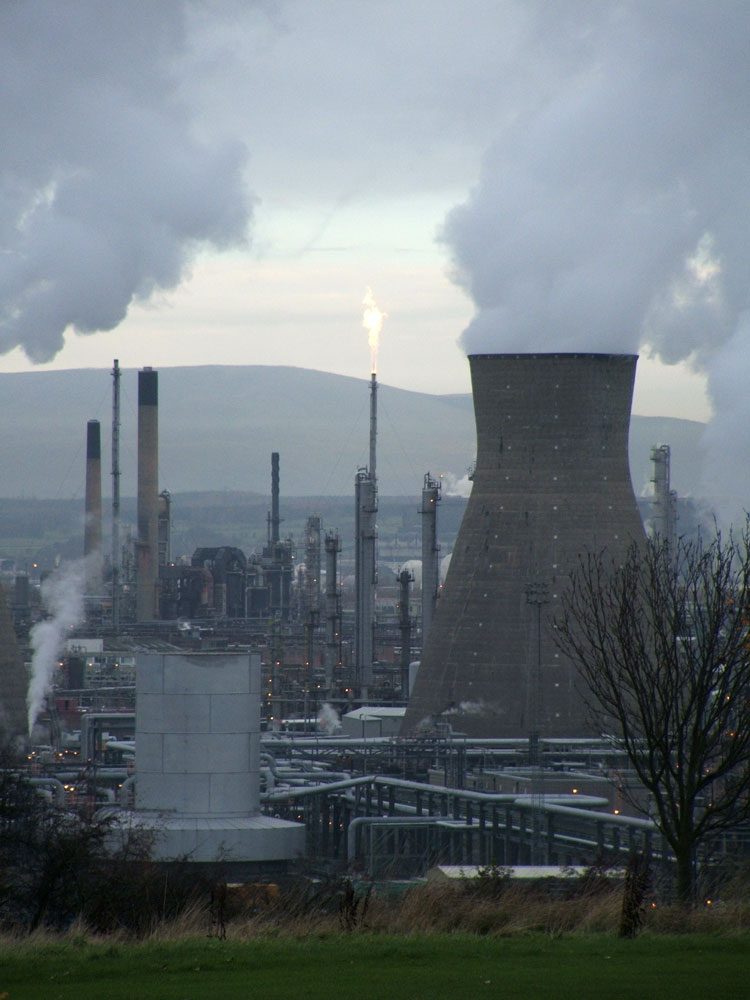
یک پالایشگاه پتروشیمی در گرنجموث، اسکاتلند، انگلستان

سوخت‌های فسیلی از اهمیت بالایی برخوردار هستند زیرا می‌توانند سوزانده شوند (اکسید کربن دی‌اکسید و آب) و مقادیر قابل‌توجهی انرژی در واحد جرم تولید کنند. استفاده از زغال‌سنگ به عنوان سوخت به پیش از تاریخ ثبت شده می‌رسد. از زغال‌سنگ برای راه‌اندازی کوره‌های گدازگری سنگ معدن فلز استفاده می‌شد. در حالی که هیدروکربن‌های نیمه جامد حاصل از تراوش‌ها نیز در دوران باستان سوزانده می‌شدند، بیشتر برای ضدآب کردن و مومیایی کردن استفاده می‌شدند.
قبل از نیمه دوم قرن هجدهم، آسیاب‌های بادی و آبی انرژی مورد نیاز برای کارهایی مانند آسیاب کردن آرد، اره کردن چوب یا پمپاژ آب را تأمین می‌کردند، در حالی که سوزاندن چوب یا زغال‌سنگ نارس گرمای خانگی را تأمین می‌کرد. استفاده گسترده از سوخت‌های فسیلی، در ابتدا زغال‌سنگ و بعداً نفت، در موتورهای بخار، انقلاب صنعتی را آغاز کرد. در همان زمان، چراغ‌های روشنایی گازی با استفاده از گاز طبیعی یا گاز زغال‌سنگ در حال استفاده گسترده بودند. اختراع موتور احتراق داخلی و استفاده از آن در خودروها و کامیون‌ها تقاضا برای بنزین و گازوئیل را که هر دو از سوخت‌های فسیلی ساخته می‌شوند، به شدت افزایش داد. سایر اشکال حمل و نقل، راه‌آهن و هواپیما نیز به سوخت‌های فسیلی نیاز دارند. کاربرد عمده دیگر سوخت‌های فسیلی در تولید برق و به عنوان خوراک صنعت پتروشیمی است. قیر، بقایای باقی مانده از استخراج نفت، در ساخت جاده‌ها استفاده می‌شود.
گاز طبیعی که زمانی به عنوان یک محصول جانبی غیر ضروری تولید نفت سوزانده می‌شد، اکنون به عنوان یک منبع بسیار ارزشمند در نظر گرفته می‌شود. ذخایر گاز طبیعی نیز منبع اصلی هلیوم هستند.
نفت خام سنگین، که بسیار چسبناکتر از نفت خام معمولی است، و ماسه‌های نفتی، که در آن قیر مخلوط با ماسه و خاک رس یافت می‌شود، در اوایل دهه ۲۰۰۰ به عنوان منابع سوخت فسیلی اهمیت بیشتری پیدا کردند. شیل نفتی و مواد مشابه، سنگ‌های رسوبی حاوی کروژن، مخلوط پیچیده‌ای از ترکیبات آلی با وزن مولکولی بالا هستند که هنگام گرم شدن (پیرولیز) نفت خام مصنوعی تولید می‌کنند. با پردازش اضافی، می‌توان آنها را به جای سایر سوخت‌های فسیلی تثبیت شده به کار برد. در طول دهه‌های ۲۰۱۰ و ۲۰۲۰، به دلیل هزینه کربن بالای آنها نسبت به ذخایر با سهولت پردازش، سرمایه‌گذاری از بهره‌برداری از چنین منابعی حذف شد.

## آینده انرژی‌های فسیلی
نحوه تأمین انرژی یکی از دغدغه‌های جهان امروز شده است چه کشورهای که تأمین‌کننده مواد خام انرژی هستند و چه آنهای که با فناوری خود آن را قابل استفاده می‌کنند بسیاری از مردم تمایل دارند بدانند که تا ۲۰۴۰ جهان در مسیر استفاده از انرژی‌های سبز و قابل بازیابی مثل انرژی باد و خورشید حرکت خواهیم کرد یا خیر، سازمان چشم‌انداز بین‌المللی انرژی به این گونه فکر می‌کند که این تا سال ۲۰۴۰ جهان بیشتر از سوخت فسیلی مثل زغال‌سنگ و نفت استفاده می‌کند و مصرف انرژی جهانی به شدت افزایش خواهد یافت و درخواست تقاضای انرژی‌های جهانی در کشورهای در حال توسعه به‌خصوص آسیا افزایش پیدا می‌کند و چین که به تازگی جایگاه بالاترین مصرف انرژی جهان را دارد که این عنوان قبل از این دراختیار کشور آمریکا بود دارای بیشترین سهم در رشد مصرف جهانی در سی سال آینده خواهد بود از مشکلاتی که در آینده گریبان کشورهای توسعه یافته را خواهد گرفت رشد بی‌رویه انتشار کربن در سال ۲۰۴۰ خواهد بود و این عمل باعث می‌شود تغییرات و فشارهای جدید در ژئوپلتیک به وجود آید همچنین این تغییر به پیشرفت فناوری‌های مربوط به انرژی هم منجر می‌شود که در صورتی که کشورهای تولیدکننده انرژی به این فناوری‌ها دسترسی پیدا نکنند ضرر بزرگی در بازار انرژی در سال ۲۰۴۰ خواهند خورد از جمله این کشورها می‌توان روسیه را مثال زد که به‌شدت به درآمدهای حاصل از نفت و گاز خود وابسته است.